# الصوبات (الحيمة الداخلية)

تعديل مصدري - تعديل

الصوبات هي إحدى قرى عزلة بلاد القبائل بمديرية الحيمة الداخلية التابعة لمحافظة صنعاء، بلغ تعداد سكانها 1118 نسمة حسب تعداد اليمن لعام 2004.